# Partido Campesino Croata de Stjepan Radić
El Partido Campesino Croata de Stjepan Radić (en croata: Hrvatska seljačka stranka Stjepana Radića, en bosnio: Hrvatska seljačka stranka Stjepana Radića, en serbio: Хрватски сељачка странка Стјепана Радића) es la rama croata de Bosnia del partido político campesino croata en Bosnia y Herzegovina.

## Historia
En el 2007, surge de una división del Partido Campesino Croata en Bosnia y Herzegovina, cuando la nueva iniciativa croata emergió. La nueva iniciativa croata se formó de la escisión de una parte del grupo proveniente de la Unión Democrática Croata, liderada por Krešimir Zubak.